# Mantispa greeni
Mantispa greeni is een insect uit de familie van de Mantispidae, die tot de orde netvleugeligen (Neuroptera) behoort. 
Mantispa greeni is voor het eerst wetenschappelijk beschreven door Banks in 1913.